# Stazione di Valenzano Lamie
La stazione di Valenzano Lamie è una fermata ferroviaria al servizio della località di Lamie, frazione del comune di Valenzano. Posta sulla linea ferroviaria Mungivacca-Putignano, è gestita dalle Ferrovie del Sud Est ed è entrata in servizio nel 1905.

## Servizi
La fermata dispone di:
- Biglietteria automatica
- Area per l'attesa
- Accessibilità per portatori di handicap

## Movimento
La stazione è servita dai treni regionali svolti dalle Ferrovie del Sud Est nella relazione Bari - Putignano via la linea 1 bis.